# 里克·凯里
里克·凯里（英語：Rick Carey，1963年3月13日—），美国男子游泳运动员，主攻仰泳。他曾代表美国参加1984年夏季奥林匹克运动会游泳比赛，获得三枚金牌。他在1985年泛太平洋锦标赛后正式退役。